# Lethe sisapon
Lethe sisapon är en fjärilsart som beskrevs av Hans Fruhstorfer 1911. Lethe sisapon ingår i släktet Lethe och familjen praktfjärilar. Inga underarter finns listade i Catalogue of Life.